# Нара (станция)
На́ра — железнодорожная станция на Киевском направлении Московской железной дороги в городе Наро-Фоминске Московской области. Входит в Московско-Смоленский центр организации работы железнодорожных станций ДЦС-3 Московской дирекции управления движением. По основному характеру работы является промежуточной, по объёму работы отнесена к 2 классу.
Находится в 53 км от МКАД, в 70 км от Киевского вокзала.
Время движения поездов от Москвы — около 1 часа 15 минут. Через станцию проходят все электропоезда и экспрессы, следующие до Малоярославца и Калуги I. Также является конечной остановкой для электропоездов и экспрессов Москва — Нара. На станции 8 путей. Имеет свою пассажирскую и товарно-грузовую станцию с разветвлённой сетью служебно-маневровых путей.
В 2023 году, в связи с открытием движения по линии МЦД-4, станция была определена как последняя станция зоны «Дальняя» (в сторону от станции «Апрелевка»).

## История станции
История станции берёт начало с 1899 года, когда приступили к строительству железной дороги в данном направлении, тогда ещё однопутной. Станция в те времена была обычной платформой. В 1930-х годах до станции был проложен второй путь. В это время начали ходить пассажирские (пригородные) поезда под паровозной тягой. Время в пути от Киевского вокзала до станции Нара занимало от 2 часов 10 минут до 2 часов 40 минут. В 1959 году участки Апрелевка — Нара и Нара — Малоярославец были электрифицированы.

## Платформы
На станции имеются две посадочные платформы. Одна предназначена для электропоездов до Малоярославца и Калуги, вторая — для оборота электропоездов Москва — Нара, а также для электропоездов в сторону Москвы от Малоярославца и Калуги. Платформы соединены между собой подземным переходом. В 2014 году были установлены турникеты.

## Фотографии

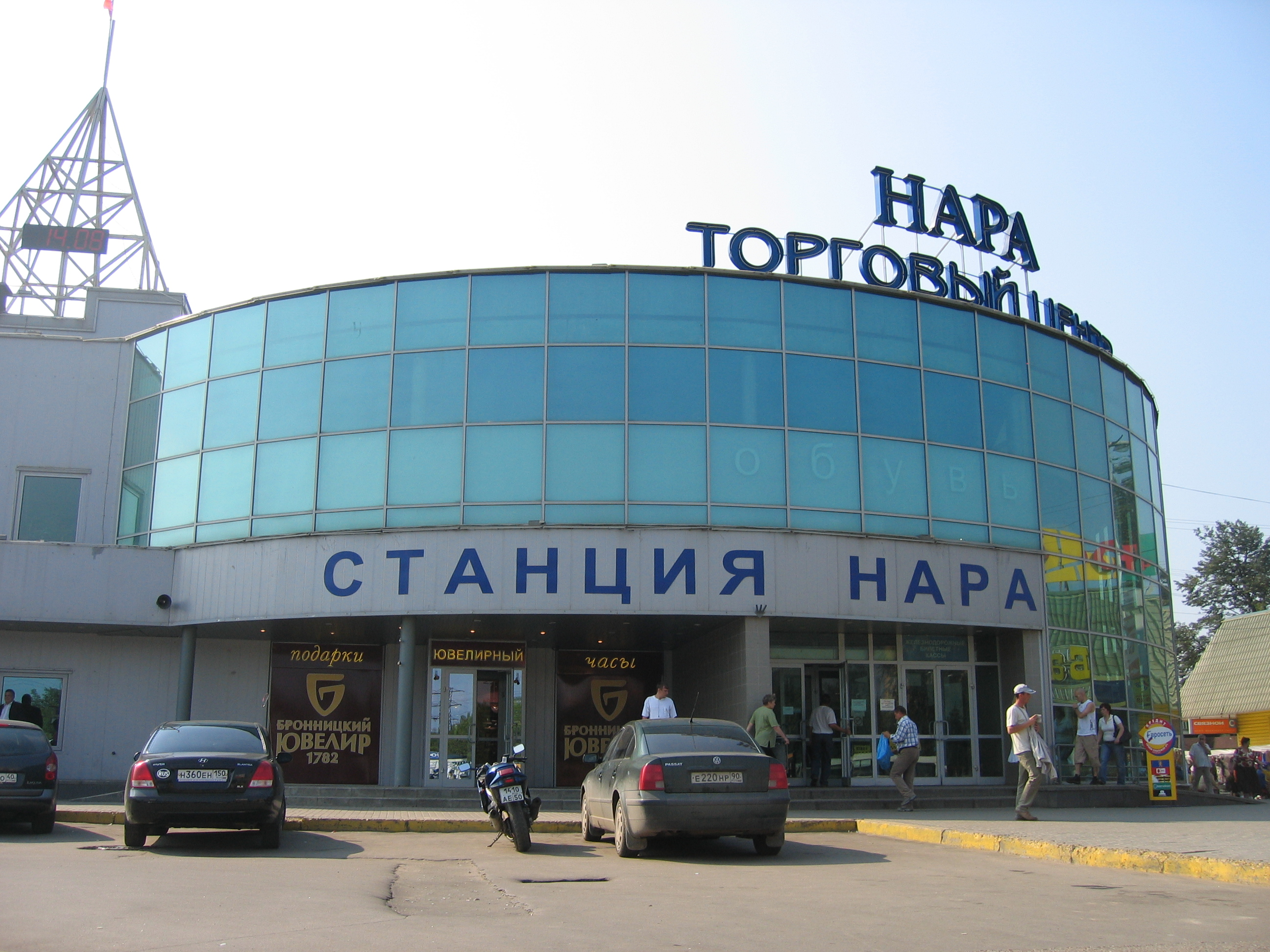
Вокзальное здание
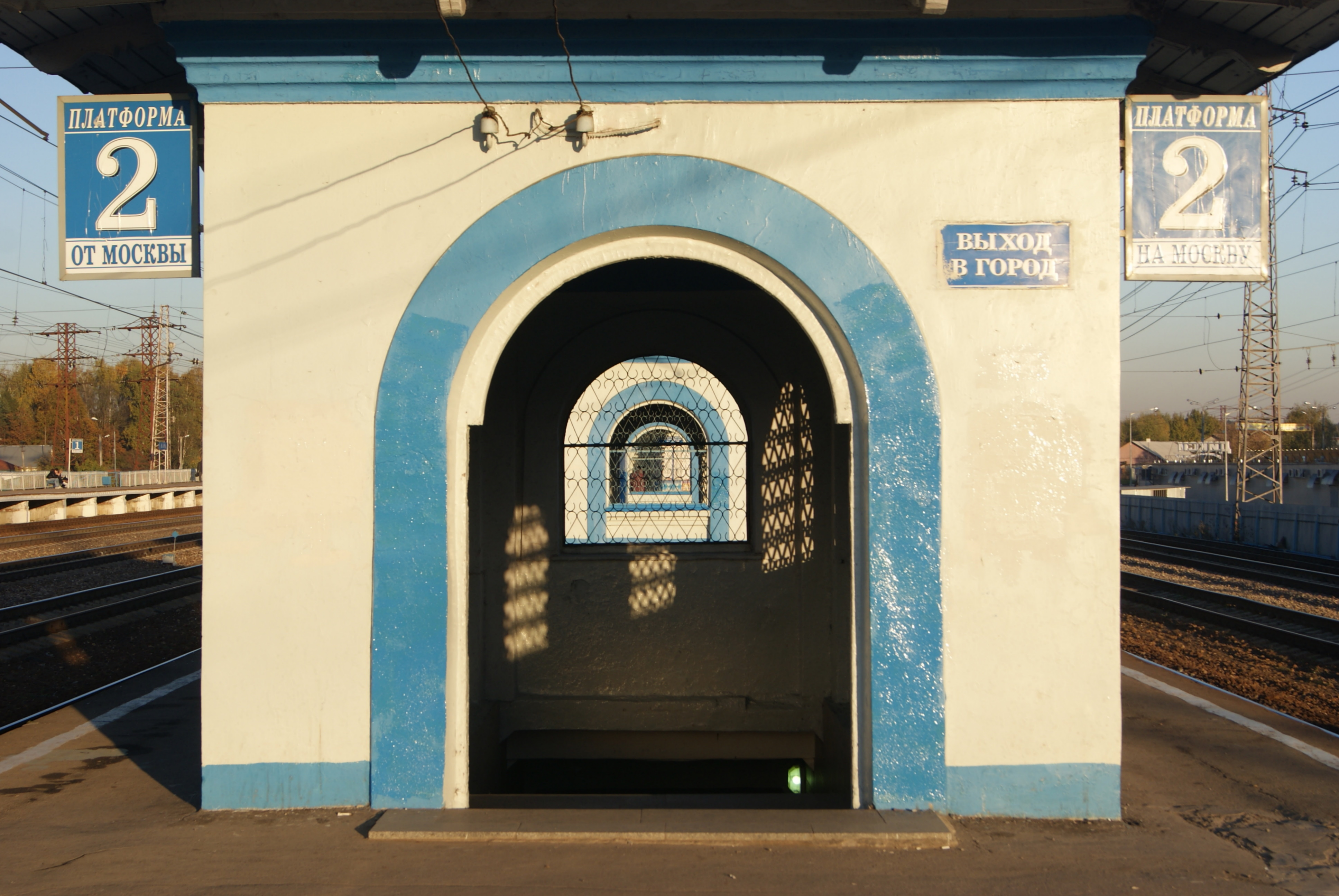
Выход на платформу
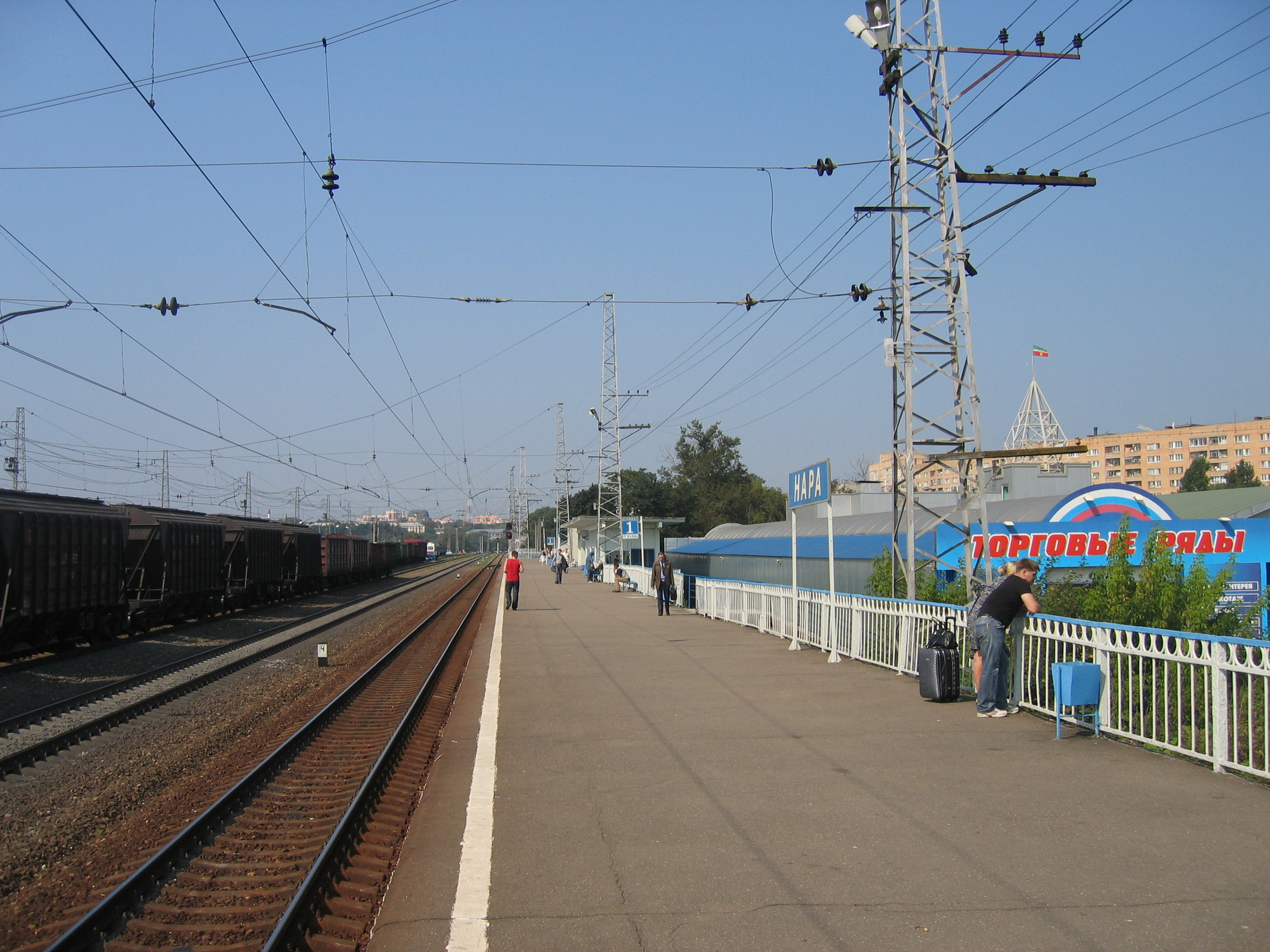
Подземный переход на второй платформе
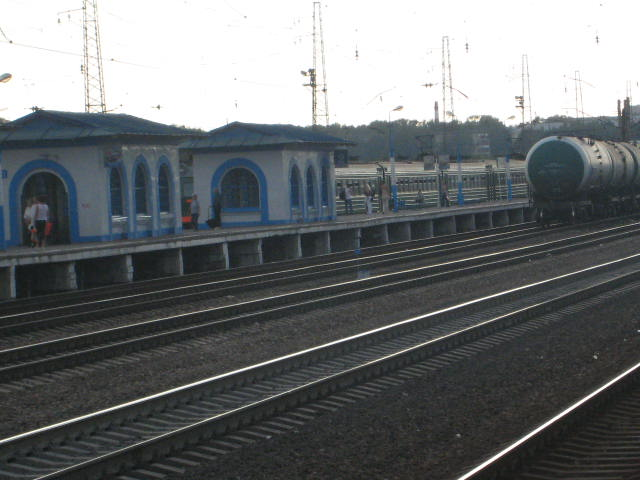
Островная платформа

## В кинематографе
- «БОМЖ. Без определенного места жительства» (1988)